# Papa Leone XI
Leone XI, in latino: Leo XI; nato Alessandro di Ottaviano de' Medici di Ottajano (Firenze, 2 giugno 1535 – Roma, 27 aprile 1605), è stato il 232º papa della Chiesa cattolica nonché sovrano dello Stato Pontificio dal 1º aprile 1605 alla morte. Il suo pontificato, durato appena ventisei giorni, è il nono pontificato più breve della storia della Chiesa cattolica.

## Biografia

### Formazione
Alessandro de' Medici nacque a Firenze da Ottaviano de' Medici (Gonfaloniere di Giustizia della Repubblica di Firenze [1531-1532] e signore di Ottaiano) e Francesca Salviati, ultimo di quattro figli e unico figlio maschio. Il padre apparteneva a un ramo collaterale della prestigiosa e potente famiglia fiorentina. La famiglia Medici aveva già dato due papi alla Chiesa: Leone X (1513-1521) e Clemente VII (1523-1534). La madre era nipote di Leone X. Verso i dieci anni d'età Alessandro rimase orfano del padre.
Ricevette una forte testimonianza di fede dal domenicano Vincenzo Ercolani, che il giovane Alessandro ascoltò nella vicina chiesa di San Marco. Decise di diventare sacerdote, ma non trovò il sostegno della madre, che sperava per l'unico figlio maschio un altro destino. Anche lo zio (fratello maggiore della madre) cercò di dissuaderlo. Entrambi lo affidarono a Cosimo de' Medici, cugino di secondo grado di Alessandro, sperando che si dimenticasse la conversione.
Nel 1560 Alessandro accompagnò Cosimo in un viaggio a Roma. Qui ebbe modo d'incontrare Filippo Neri (futuro santo), dal quale fu molto colpito. Tornato a Firenze, riprese a frequentare gli ambienti della corte medicea. Finché visse la madre, Alessandro non le diede pensieri. Ma nel 1566, allorché la madre spirò, decise di prendere gli ordini sacri. Il 22 luglio 1567 l'arcivescovo di Firenze Antonio Altoviti lo ordinò sacerdote. Poco dopo Cosimo I lo fece cavaliere dell'Ordine di Santo Stefano.
Inizialmente si dedicò a vari studi ecclesiastici, senza però brillarvi perché di temperamento più pratico che speculativo. Nel 1569, nominato ambasciatore del granduca di Toscana Cosimo I presso la Santa Sede, si trasferì da Firenze a Roma. A Roma fu protetto da Ferdinando de' Medici, più giovane di lui ma cardinale già dal 1565. Guglielmo Sirleto, cardinale di curia, lo introdusse nella vita romana, mentre il cardinale Francesco Pacheco lo presentò a papa Pio V. Il pontefice apprezzò le sue doti e lo nominò protonotario apostolico (1569).

### Il periodo romano

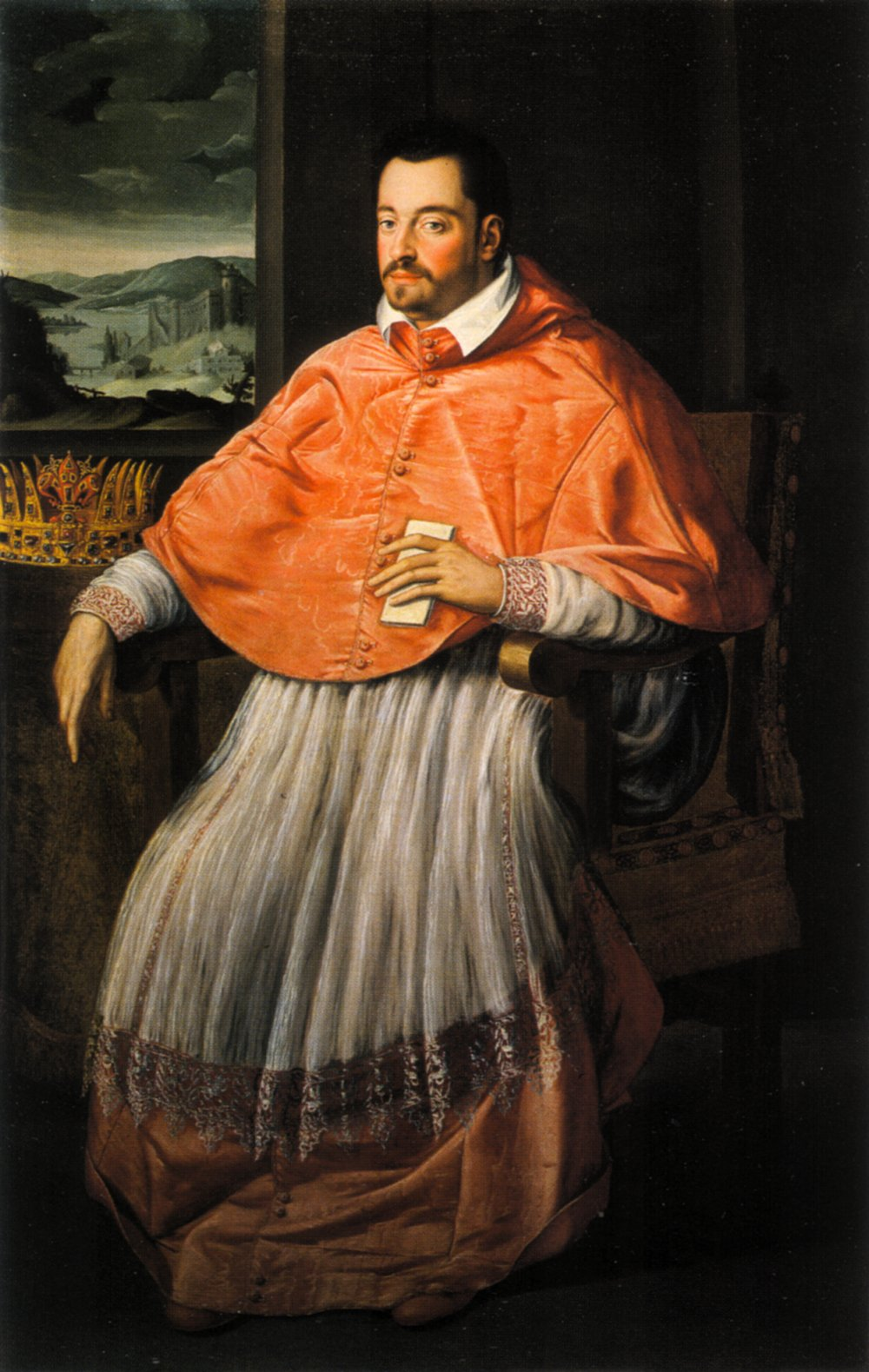
Il cardinal Ferdinando de' Medici

Il primo dossier su cui il cardinale di Firenze lavorò come diplomatico riguardò la guerra di religione in corso in Francia. Il 3 agosto 1569 riferì al cugino Cosimo I che il papa era estremamente insoddisfatto del re di Francia Carlo IX, che dopo la battaglia di Jarnac non aveva completamente sconfitto gli ugonotti.

Ben presto si mostrò anche estremamente scaltro nel navigare tra gli intrighi delle corti, quella pontificia e quella fiorentina. Dapprima mise in giro la voce che il proprio segretario era insoddisfatto del trattamento riservatogli e ben presto gli oppositori di Cosimo lo contattarono per metterlo a conoscenza dei loro intrighi contro il duca. Poco dopo poi, presso Vitorchiano l'arresto di un soldato sbandato di Arezzo stava per essere causa di un grave conflitto diplomatico, che Alessandro smorzò. L'uomo dichiarò di essere stato inviato da Cosimo per assassinare il cardinale Alessandro Farnese: interrogato e torturato a Viterbo dal Farnese, quegli confessò cose impossibili ad essere vere tanto che Alessandro fu in grado di convincere sia il papa sia il cardinale di trovarsi davanti a una montatura tesa a screditare Cosimo I.
Si adoperò in favore della politica filofrancese perseguita da Cosimo, guadagnandosi quindi l'inimicizia spagnola. Il 12 agosto 1571 perorò presso papa Pio V, su consiglio e accompagnato dal cugino Antonio Maria Salviati, l'idea di un annullamento delle nozze tra Enrico III di Navarra e Margherita di Valois, figlia di Enrico II di Francia e di Caterina de' Medici. Dopo svariati incontri, però, il papa non cambiò idea, annunciando che prima era necessaria la conversione del re di Navarra e dell'ammiraglio Gaspar de Coligny, capo degli ugonotti. Alessandro era dell'idea che uno dei principali ostacoli alle nozze fosse il nunzio pontificio a Parigi, Flavio Mirto Frangipani, e assieme all'ambasciatore mediceo presso la corte francese, Giovanni Maria Petrucci, decise di indebolire la sua posizione. A Parigi il cardinale diffuse la voce che era al soldo dei Guisa e di Filippo II di Spagna, a Roma il Petrucci malignò che il Frangipani era più legato alla politica della regina Caterina che a quella del papa, e che aveva in odio Firenze perché pagato dai duchi di Ferrara. La manovra però si risolse in un fallimento con la vittoria di Lepanto, dopo la quale il partito spagnolo a Roma divenne ancora più influente e ascoltato: il 19 ottobre Alessandro confessò a Cosimo che la posizione del Frangipane era solida e Antonio Maria Salviati dovette rimandare l'idea di subentrare all'uomo nella carica di ambasciatore presso la Corte di Francia.
In questi anni Alessandro diventò amico fraterno di Filippo Neri fino ad essere abituale ospite dell'Oratorio, benché il santo fosse filofrancese e rivalutasse la figura di Girolamo Savonarola. La consuetudine tra i due era tale che il Medici ebbe l'onore di posare la prima pietra della Chiesa Nuova nel 1575, che avrebbe poi consacrato nel 1599. Successivamente con il cardinale Federico Borromeo fece riesumare le spoglie del Neri per traslarle in un sarcofago più degno di quello in cui era stato sepolto: la tomba comune della sua congregazione. Durante una seconda riesumazione nel 1599, infilò alla mano del cadavere un anello con zaffiro. Secondo quanto scritto negli Annali di Cesare Baronio, il santo avrebbe anche predetto per l'ecclesiastico fiorentino la tiara.

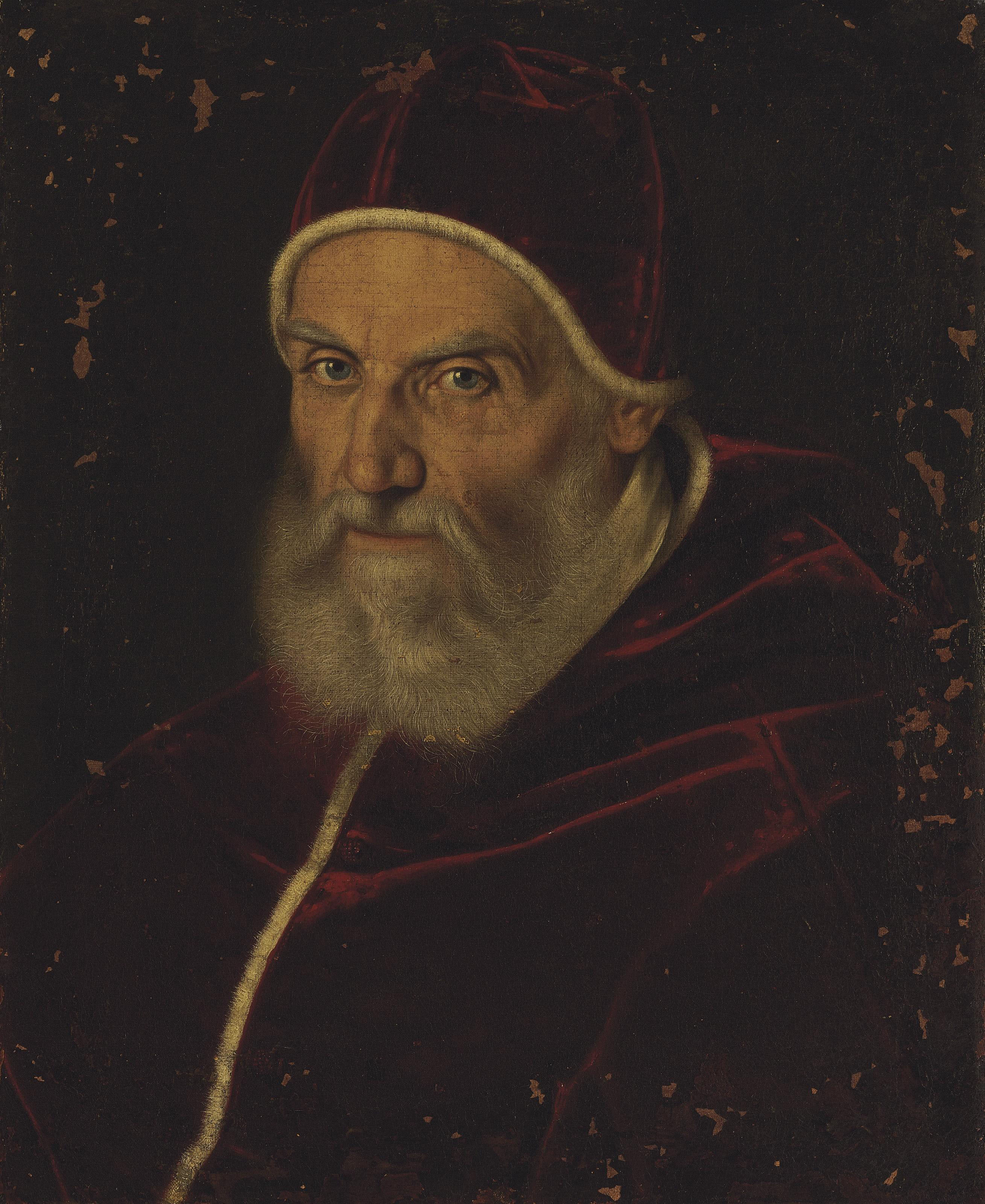
Papa Gregorio XIII, che nominò il Medici cardinale

Alla morte di Pio V Cosimo I volle inviare a Roma, per influenzare i cardinali, il proprio segretario Bartolomeo Concini e Belisario Vinta, non pronosticando ancora Alessandro sul Soglio. Il cardinale di Firenze sperava, come il duca, nell'elezione di Ugo Boncompagni e per questo si diede da fare per boicottare Alessandro Farnese. Dopo la vittoria del Boncompagni, nuovo papa con il nome di Gregorio XIII, due suoi elettori, Ferdinando de' Medici e il Concini, si attribuirono grandi meriti sperando nella riconoscenza del pontefice; invece Alessandro, più dubbioso di questa strategia, utilizzò la propria amicizia con un uomo della curia, Diomede Leoni, per arrivare al nuovo datario, Matteo Contarelli. In questo modo arrivò prima del cugino Ferdinando alla frequentazione del nuovo papa, e ciò gli giovò quando la diocesi di Pistoia divenne vacante. Ferdinando cercò di dissuaderlo sostenendo che era un incarico poco importante, ma Alessandro ci vide invece un'occasione per allontanarsi dalla carica di ambasciatore e dalle relative pressioni di Cosimo e di Ferdinando. Il 9 marzo 1573 il papa lo nominò vescovo di Pistoia. Nell'occasione, Giorgio Vasari scrisse a Vincenzo Borghini che Alessandro e [sic] omo che Dio lo farà salir più alto.

### Il periodo toscano

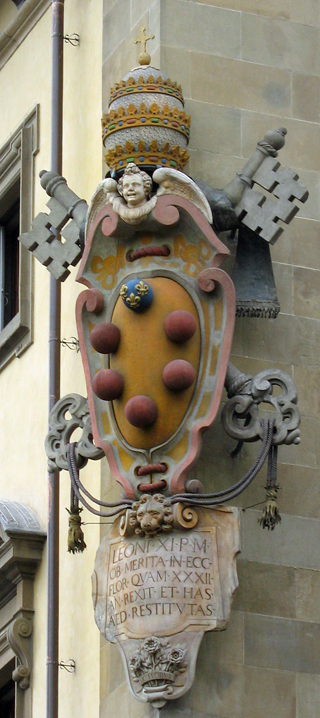
Lo stemma fatto apporre da Alessandro de' Medici sul Palazzo arcivescovile di Firenze

Pur rimanendo a Roma, tramite il cugino Bastiano de' Medici, Alessandro de' Medici fu molto attivo nel riordino della diocesi pistoiese: fece applicare i decreti tridentini (soprattutto quello inerente all'obbligo di residenza per i parroci) e diminuì le tensioni con l'allora prepositura di Prato.
Il 27 dicembre 1573 Ferdinando de' Medici comunicava a papa Gregorio XIII che l'arcivescovo di Firenze Altoviti era gravemente malato: infatti l'uomo morì due giorni dopo. Successivamente scrisse che Cosimo I avrebbe gradito la nomina di Alessandro a quella carica, e a stretto giro di posta, il 4 gennaio 1574, il cardinal Tolomeo Gallio comunicò al Granduca che il Papa era favorevole. Di questa nomina l'unico che non si rallegrava era invece proprio Ferdinando, che si ritrovava il cugino non solo come controllore, postogli dal padre, ma anche come rivale nella carriera ecclesiastica.
Il 15 gennaio 1574 fu consacrato arcivescovo metropolita di Firenze. Alessandro però rimase nell'Urbe, incaricando del governo della diocesi il cugino Bastiano de' Medici e monsignor Alfonso Binnarino, vescovo di Camerino. Nonostante questa sua assenza fisica, egli seguiva continuamente da Roma la sua arcidiocesi: nominò curati, fece riorganizzare gli archivi, prescrisse le vesti per il clero e fece restaurare il Palazzo Arcivescovile, che era stato gravemente danneggiato da un incendio del 1533; sul palazzo ancora oggi campeggia il suo stemma, in un angolo con via de' Cerretani. L'arcivescovo si occupò della riforma del clero regolare e secolare, promosse nel 1575 una visita pastorale (condotta dal cancelliere pistoiese Paolo Ceccarelli), si scontrò con i canonici del Duomo e i loro privilegi, e si trovò contro i sostenitori dell'ideale religioso di Savonarola, che ai suoi occhi erano rei soprattutto di minare l'autorità religiosa e civile. Le tensioni perdurarono fino a quando il generale dell'Ordine domenicano fra Sisto Fabbri non visitò personalmente nel 1585 la città di Firenze e il locale convento di San Marco.
Intanto, morto Cosimo I, era asceso al trono granducale il figlio Francesco I de' Medici, allora nel pieno della relazione con l'amante Bianca Cappello, che avrebbe di lì a poco sposato. Alessandro non urtò il nipote né fece opposizioni di carattere morale sulla sua vita, come invece andava facendo il cardinale Ferdinando, che in questo atteggiamento dello zio vide una strategia per accaparrarsi un cappello cardinalizio. Ciò lo spinse a sostenere i canonici del Duomo contro l'arcivescovo con tanta foga che alla fine Gregorio XIII ne prese le difese e successivamente, il 12 dicembre 1583, lo creò cardinale.

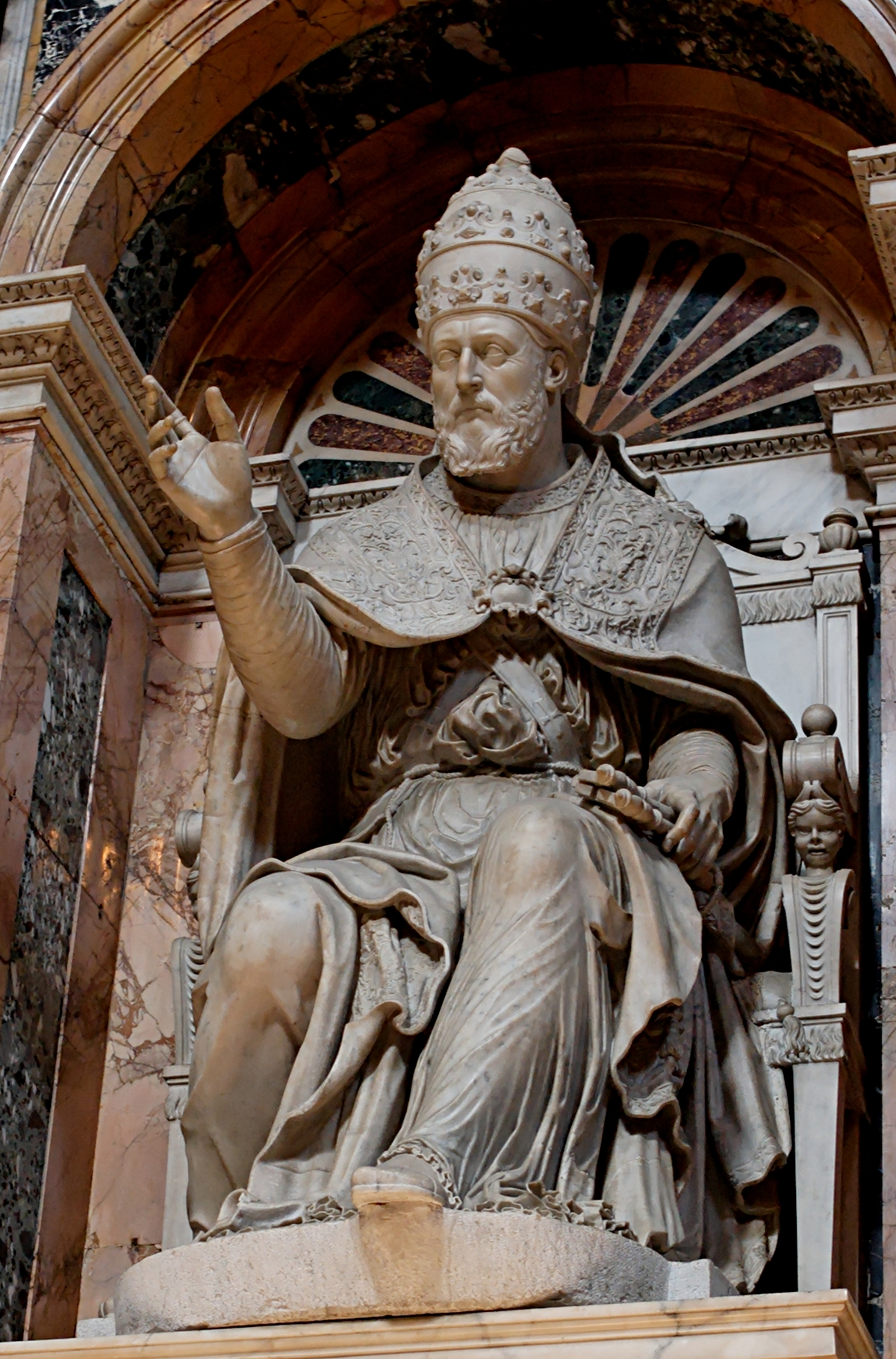
Papa Clemente VIII

Uno dei canoni del Concilio di Trento stabiliva che il vescovo dovesse risiedere nella propria diocesi: Alessandro, che tanto difendeva i precetti conciliari, proprio in questo difettava, come gli disse esplicitamente Carlo Borromeo nel 1582. Egli però non poteva entrare in Firenze senza un preciso consenso granducale, che giunse solamente nel 1584. Il 12 giugno, dopo anni di assenza, rientrò nella città natia e si diede a un'intensa attività pastorale, esaminando una sessantina di monasteri nei primi mesi dal suo ingresso e ribadendo l'importanza dell'Indice dei libri proibiti. Nel 1589 indisse un sinodo e una terza visita pastorale, indirizzata soprattutto a pievi, confraternite di ospedali e parrocchie di campagna, anche questa gestita dal Ceccarelli; un'altra seguì nel 1593. Oltre a ciò organizzò una serrata ricognizione delle reliquie possedute nelle varie chiese e facilitò l'introduzione della pratica delle Quarantore. Dopo aver fatto rinnovare il palazzo episcopale fin dal 1574, finanziò anche il restauro del Duomo nel 1582.
Rimase ugualmente legato anche alla Curia romana, tessendo un fitto epistolario con Guglielmo Sirleto sulla traduzione in lingua volgare del Martiriologio, e al contempo strinse i legami con il cardinal Alessandro Damasceni Peretti, che lo candidò papabile ai conclavi del 1590 che elessero Urbano VII e Gregorio XIV e a quello del 1591 che elesse Innocenzo IX. In quest'occasione la fazione spagnola gli oppose il cardinale Giovanni Antonio Facchinetti, che Alessandro stesso votò e appoggiò, causando le ire del nipote Ferdinando I che sperava di avere un nuovo papa in famiglia. Alessandro gli fece sapere di non essere il suo schiavo.
Nel 1590 tornò a vivere a Roma, dove il nuovo pontefice Clemente VIII lo ricoprì di incarichi e onori: entrò a far parte della Congregazione dei riti e delle Strade, divenne protettore della Confraternita della Vita Cristiana e partecipò a tutte le cose di fabbriche e di palazzo e di suore come scrisse a Ferdinando I. Vista la sua posizione, riprese ad essere tramite tra il pontefice e il granduca: cercò di influenzare Francesco I affinché appoggiasse la riforma dei monasteri, femminili specialmente; in cambiò provò a persuadere Clemente VIII a ridurre la manomorta ecclesiastica, peraltro non riuscendoci.

### Legato in Francia

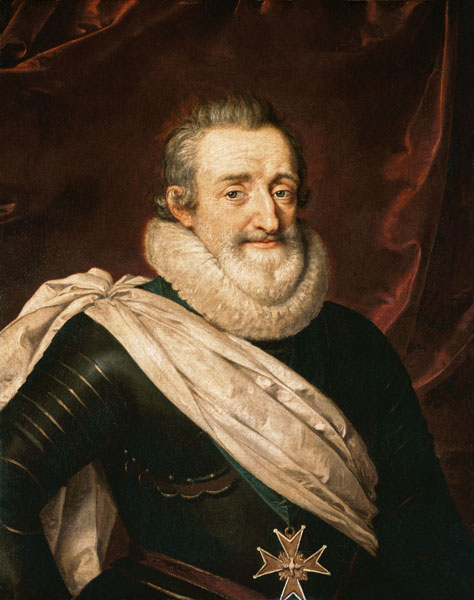
Enrico IV di Francia

In quegli anni intanto volgeva al termine la guerra di religione in Francia: Enrico IV si era definitivamente convertito al Cattolicesimo il 25 luglio 1593 durante una solenne cerimonia nell'abbazia di Saint-Denis e Alessandro, spinto in questo dal cardinale Ferdinando e da Filippo Neri, cercò di indurre il papa a ritirare sia scomunica sia le censure sul sovrano. Clemente VIII era favorevole alla cosa, ma temeva la reazione spagnola: Alessandro lo persuase, mentre nel contempo suggerì una cauta linea d'azione al cardinal Jacques Davy du Perron, che perorò la causa del re. Il 17 settembre 1595, con una cerimonia fastosa commemorata anche da una colonna eretta in memoriam presso la chiesa di Sant'Antonio Abate all'Esquilino (e oggi dietro Santa Maria Maggiore), Clemente VIII assolse Enrico IV incurante delle proteste spagnole e di quelle dei Gesuiti, cui il re non aveva concesso di rimettere piede nel regno. Alessandro si impegnò perché l'Ordine esprimesse le proprie rimostranze in maniera contenuta.

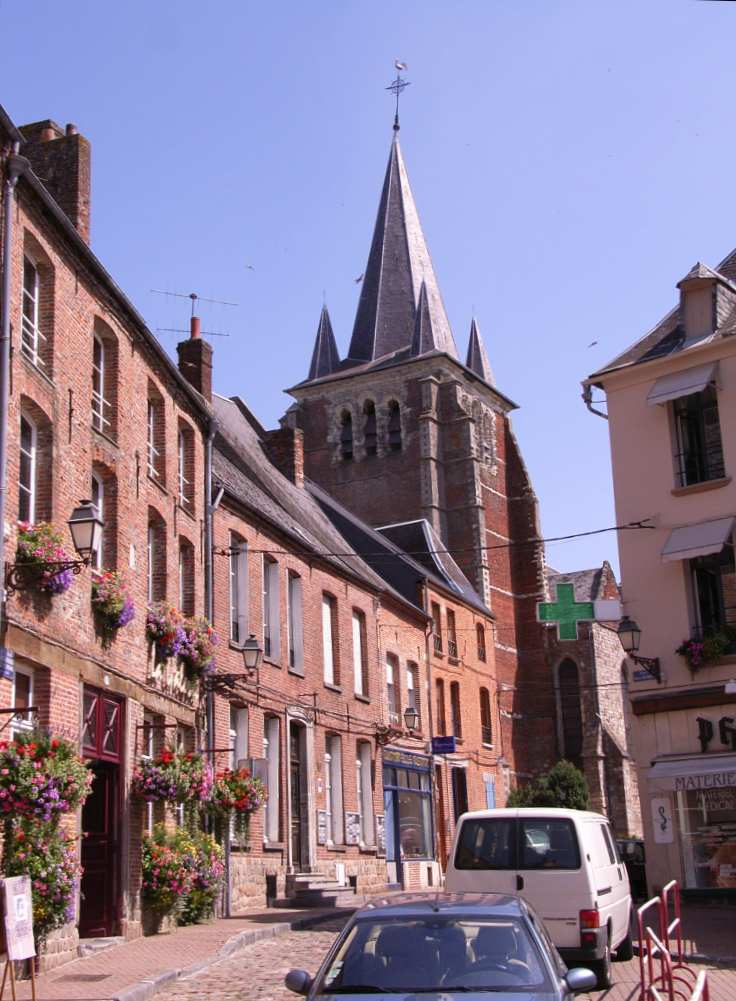
Veduta odierna di Vervins

Con questi pregressi, Alessandro era l'uomo più adatto, sia per Clemente VIII sia per Enrico IV, ad accompagnare come legato il nunzio apostolico Francesco Gonzaga in un'importante missione diplomatica e religiosa: il papa voleva portare alla pace Spagna e Francia, cosicché potessero assieme combattere i Turchi, e regolarizzare la situazione dell'episcopato francese dopo anni di guerre religiose e sedi episcopali vacanti. Se il primo obiettivo era arduo, il secondo, che prevedeva la ratifica da parte di Enrico IV dell'atto di abiura e dei decreti tridentini (oltre al rientro dei Gesuiti) non si presentava più semplice. Questi due risultati stavano molto a cuore al papa, che spesso accantonava il nipote cardinale Alessandro Aldobrandini e rispondeva personalmente alle lettere del cardinale di Firenze.
Il 3 aprile 1596 venne ufficialmente nominato legato a latere e il 10 maggio ricevette il breve d'istruzione e la croce: partito l'indomani arrivò a Firenze il 17 maggio e soggiornò presso la corte di Carlo Emanuele I di Savoia fino al 10 giugno. Il 19 giugno un ulteriore breve papale gli concesse la facoltà di assolvere gli eretici convertiti. Dopo un breve viaggio giunse a Montlhery dove incontrò re Enrico IV e il 21 luglio fece il suo ingresso a Parigi, dove venne accolto con freddezza. Il parlamento infatti si rifiutò di accogliere le sue credenziali fintantoché esse avessero fatto riferimento al concilio tridentino. Alessandro fece sapere che non avrebbe accettato nessuna riserva, ma nei fatti fu quello che invece avvenne.

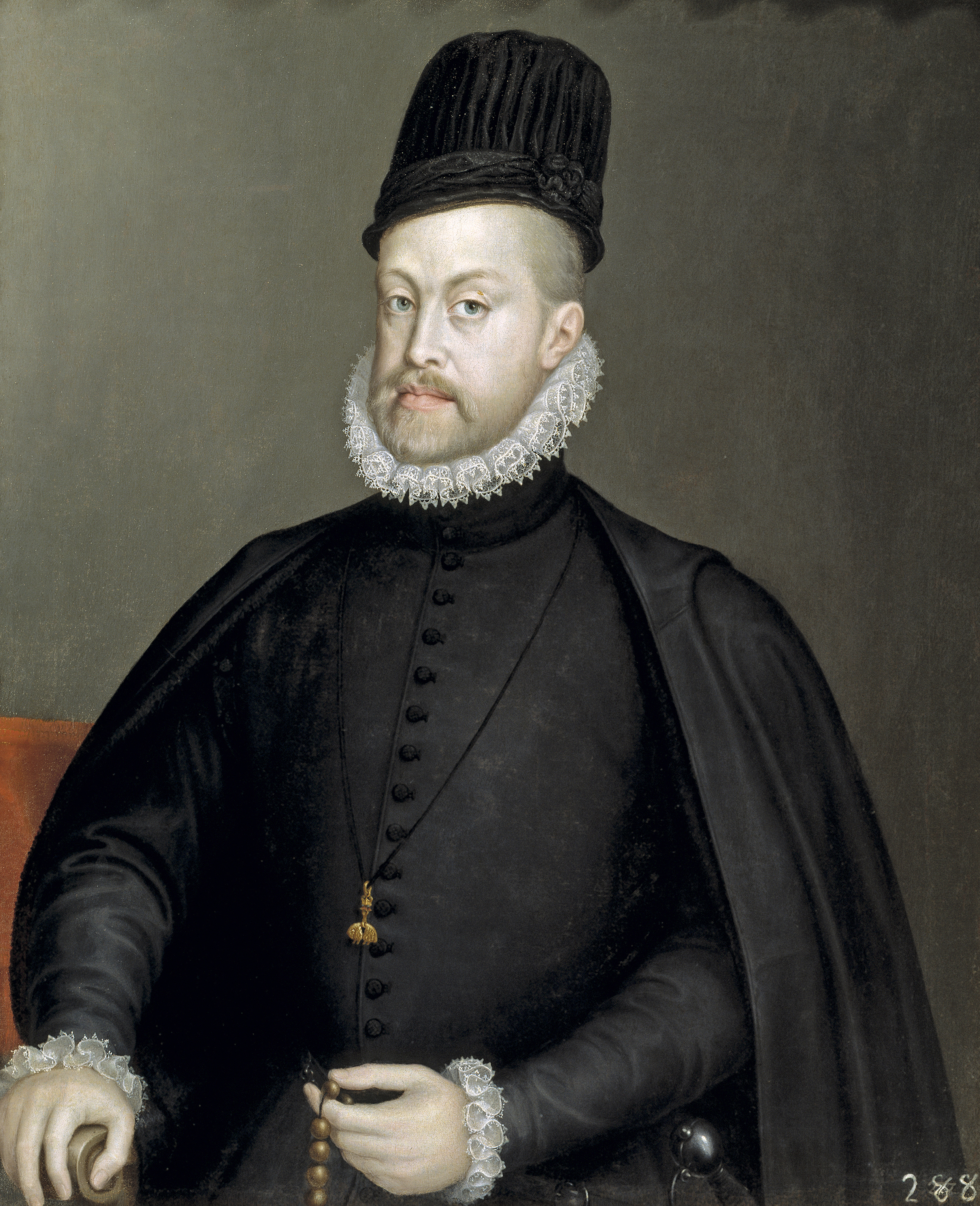
Filippo II di Spagna

Enrico IV continuò a mostrare di apprezzare il legato a latere e il 19 agosto 1596 firmò solennemente il documento con cui si riconciliava con la Chiesa cattolica. Alessandro seguì il re e la sua corte negli spostamenti da una residenza regia all'altra e fino al febbraio del 1597 fu a Rouen, che lasciò per dirigersi in Piccardia, dove soggiornò fino al giugno dell'anno seguente, prima a San Quintino e infine a Vervins, dove si sarebbe tenuta la conferenza di pace tra Francia e Spagna. Intanto il papa gli aveva inviato come aiuto il generale dei minori osservati fra Bonaventura Secusi da Caltagirone, che svolse l'importante compito di tenere i contatti fra i vari contendenti: Enrico IV, Filippo II di Spagna e l'arciduca Alberto d'Austria, governatore dei Paesi Bassi meridionali. Dopo aver risolto gli inevitabili inconvenienti legati all'etichetta di corte e alle precedenze, Alessandro poté presiedere senza dare cenni di stanchezza la conferenza di pace, che si tenne dal 9 febbraio al 2 maggio 1598 e che si concluse con un grande risultato: Filippo II riconobbe l'ex protestante Enrico di Navarra quale legittimo re di Francia e ritirò le proprie truppe dal suolo francese.
Firmata la pace, Vervins fu abbandonata dai vari ambasciatori e Alessandro ritornò a giugno a Parigi, dove venne accolto dal popolo e dal sovrano in maniera trionfante: già all'indomani della fine della conferenza Enrico IV aveva decantato di fronte all'ambasciatore del granduca di Toscana le qualità del Medici e si era detto totalmente soddisfatto del risultato raggiunto. Proprio questo però mutava la scena politica francese: Enrico IV aveva raggiunto i suoi obiettivi, ragion per cui Alessandro non gli era più utile ma anzi risultava d'impedimento, poiché aveva ripreso a chiedere l'applicazione dei decreti tridentini e il ritorno dei gesuiti in Francia. A ciò si aggiungeva il fatto che la favorita del re e madre dei suoi figli, Gabrielle d'Estrées, non ne gradiva la presenza, intuendo che egli avrebbe cercato di convincere Enrico IV a divorziare dalla sterile moglie Margherita per sposare la ricca Maria de' Medici, figlia del defunto granduca Francesco I.
Alessandro vide come la situazione si stesse facendo difficile per lui e a settembre disse all'ambasciatore veneziano Francesco Contarini che voleva semplicemente tornarsene a Roma. Ad agosto fu il re stesso a consigliargli di tornare alla corte papale e il 1º settembre lo congedò dalla Francia, seppur mostrandogli ancora la propria benevolenza. Giunto il 9 settembre a Digione, ai primi di ottobre varcò il passo del Sempione, poi passò dal Lago Maggiore e da Piacenza quindi giunse a Ferrara, dove il 9 novembre 1598 si incontrò con Clemente VIII, che ne tessé le lodi e lo designò segretario della Congregazione per i vescovi.

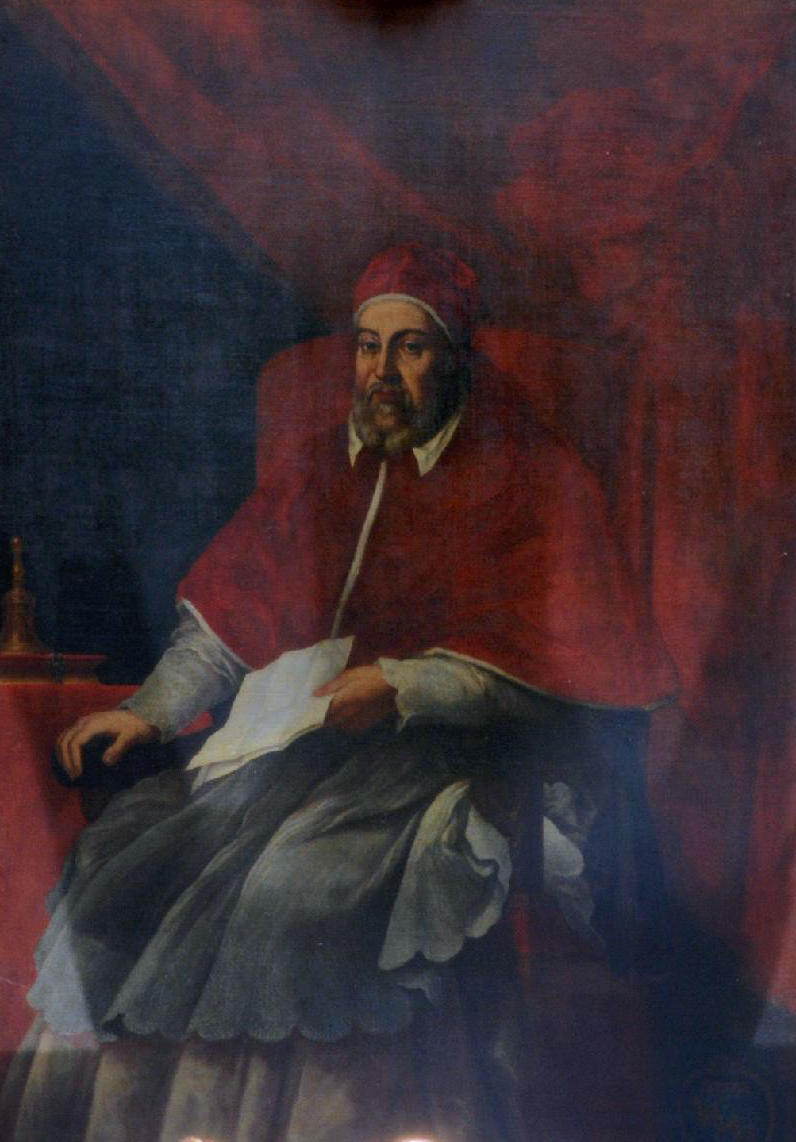
Pier Simone Vannetti, Ritratto di Leone XI, 1723

### Ritorno a Roma

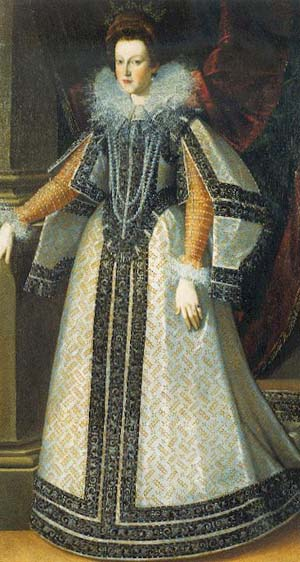
Maria de' Medici nel 1595

Tenuto conto della sua passata attività, Alessandro fu in prima linea nel continuare a tessere la trama diplomatica per le nuove nozze di Enrico IV con Maria de' Medici: questa dedizione, già mostrata durante il periodo francese, gli aveva procurato le critiche del nunzio Gonzaga. Egli infatti aveva scritto al cardinal nipote di Clemente VIII, Pietro Aldobrandini, che il fiorentino si dedicava più ai maneggi matrimoniali che a far approvare i decreti tridentini.
Per primo si impegnò nel far annullare le nozze di Enrico con Margherita di Valois e il 10 novembre 1599 presiedette la congregazione che trattò il caso: poco prima era morta l'amante del sovrano, Gabriella d'Estrées e quindi non sussistevano più legami sentimentali che impedissero le future nuove nozze. Tanto impegno venne poi ripagato nel 1602 quando Enrico e Maria, infine sposatisi, chiesero ad Alessandro di battezzare il loro primogenito Luigi, onore che rifiutò per non mettersi troppo in cattiva luce con i congiunti del papa regnante Clemente VIII, tutti filospagnoli.
Infatti Alessandro stava facendo una notevole carriera nella curia romana, fino ad essere considerato uno dei papabili. Il 30 agosto 1600 era stato creato cardinale vescovo di Albano, nel 1602 di Palestrina e, pur filofrancese, aveva stabilito dei solidi rapporti con il cardinal nipote Pietro Aldobrandini e con il cardinal Felice Peretti. Inoltre in suo favore veniva anche la solerte e continua cura pastorale verso l'arcidiocesi di Firenze, che non trascurava nonostante non vi risiedesse: si interessò della riforma dei monasteri, nel 1601 organizzò una visita pastorale e nel 1603 un sinodo. Infine, come membro della curia romana, non trascurò alcuni gravi problemi amministrativi dello Stato Pontificio, quale il fenomeno del banditismo.

## Il conclave del marzo 1605
Con l'aggravarsi dello stato di salute di Clemente VIII, iniziarono i giochi politici delle grandi potenze in vista del prossimo conclave. Il 28 ottobre 1604 Enrico IV disse ai cardinali francesi di tenersi pronti a sostenere Alessandro de' Medici oppure Cesare Baronio e nel marzo seguente palesò al cardinale François de Joyeuse l'intenzione di comprare l'appoggio di Pietro Aldobrandini.

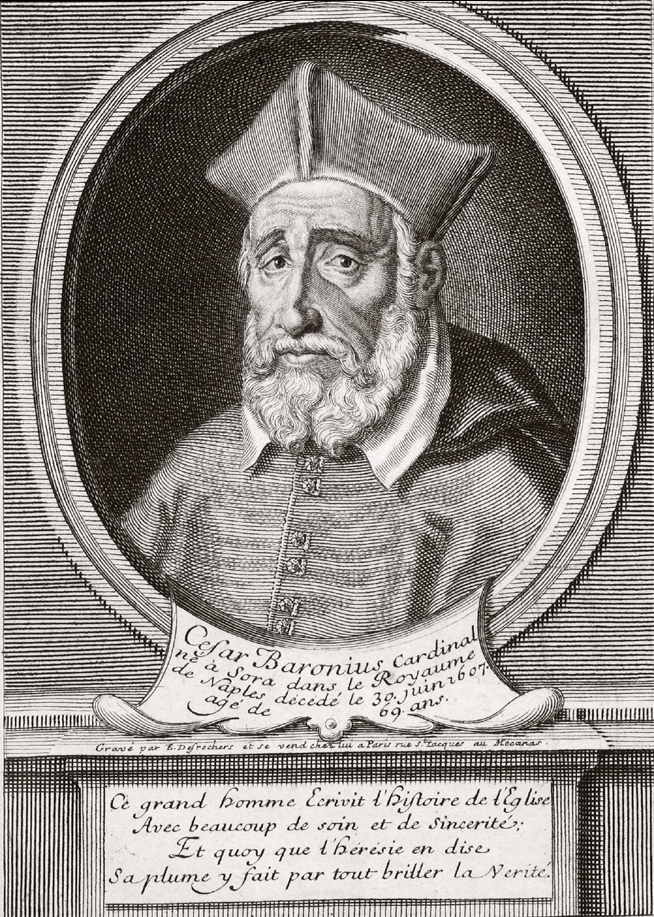
Il cardinal Baronio

Il 14 marzo 1605, undici giorni dopo la morte di Clemente VIII, sessanta cardinali entrarono in conclave nella Cappella Paolina in Vaticano. Erano divisi in vari gruppi: i nove nominati da Sisto V si fronteggiavano ai trentotto di Clemente VIII, seguivano i sette di Pio IV e di Gregorio XIII e i cinque di Gregorio XIV. Gran parte del Sacro Collegio percepiva pensioni e prebende dalla Corona Spagnola, cosicché Clemente VIII per controbilanciare tale influenza negli anni aveva creato molti cardinali, di cui però solo trentotto gli sopravvissero; sarebbe stata comunque una forza sufficiente a contrastare gli spagnoli se l'Aldobrandini, a capo proprio della fazione italiana, avesse gestito al meglio le manovre politiche durante l'elezione.

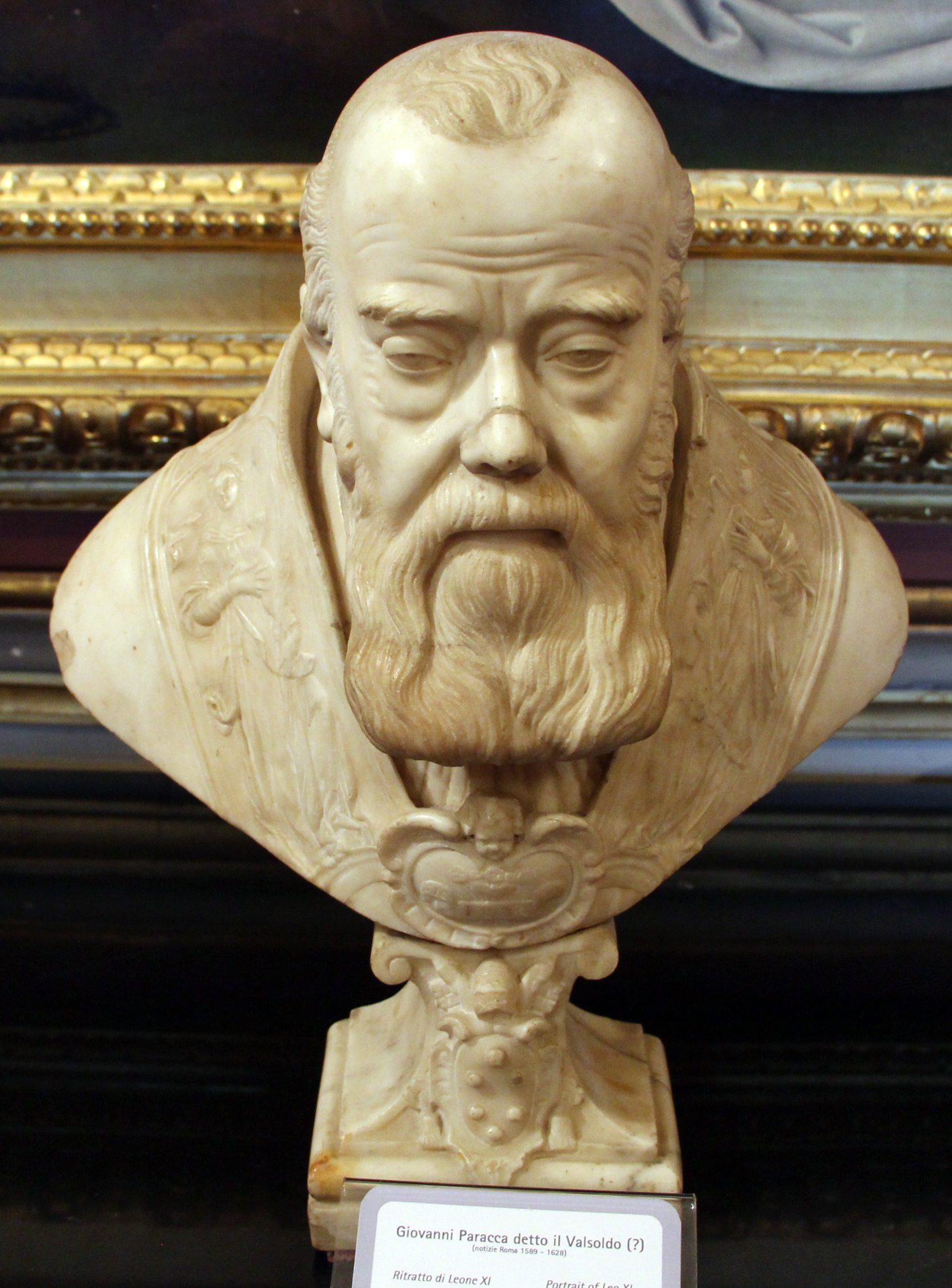
Giovanni Antonio Paracca, busto di Leone XI (1605 ca.); Galleria Palatina, Firenze

La fazione spagnola aveva venticinque cardinali (guidati da Francisco de Ávila), che sostenevano l'anziano Tolomeo Gallio (78 anni). Quella francese poteva contare solamente su cinque cardinali, capeggiati da François de Joyeuse. Benché durante le votazioni fossero fatti i nomi di ben ventuno candidati, solo due ebbero una possibilità reale, Alessandro de' Medici e Cesare Baronio, ambedue favoriti dalla Francia e profondamente avversati dalla Spagna, che li respinse con il veto. Il secondo recentemente aveva scritto un libro sugli abusi dei governanti spagnoli effettuati in Sicilia, sia nelle sfere secolari che in quelle ecclesiastiche.
Occorrevano 40 voti per essere eletti. Baronio ricevette 37 voti al primo turno, pur mancando dell'appoggio della Spagna. La fazione spagnola si oppose con forza a un nemico personale del re Filippo III e lo fece con tanta foga che finì per contrapporgli anche cardinali di età molto giovane, ventenni, purché vicini al partito spagnolo. Ciò fece gridare allo scandalo il coscienzioso cardinale Roberto Bellarmino (era anch'egli papabile ma personalmente preferiva il cardinale Cesare Baronio). Il partito italiano, guidato dal cardinale Aldobrandini, che pure era aperto anche a far convergere i voti su Francesco Blandrata o Paolo Emilio Zacchia finì con l'unirsi al partito filo-francese.
Alessandro de' Medici si impegnò a difendere Baronio dagli attacchi degli spagnoli, ma allo stesso tempo si avvicinò al Cardinal Peretti, che alla fine fece convogliare su di lui un numero tale di voti da fargli superare il quorum dei due terzi nella notte tra il 1º e il 2 aprile.
Leone XI fu consacrato nel Palazzo Vaticano il 10 aprile, domenica di Pasqua, dal cardinale protodiacono Francesco Sforza. Assunse il nome pontificale di Leone in ossequio al primo pontefice della famiglia. Fu il quarto pontefice ad essere stato creato cardinale da Gregorio XIII (1572-1585).

## Il pontificato
- Vice-Cancelliere: Alessandro Damasceni Peretti (1589-1623)
- Camera Apostolica:
  - Camerlengo: Pietro Aldobrandini (1599-1621)
  - Tesoriere: Laudivio Zacchia (1601-1605)
- Congregazioni
  - Inquisizione: Camillo Borghese (1602-1605)
  - Indice: ...
  - Concilio: Paolo Emilio Zacchia (1603-1605)
  - Vescovi: Benedetto Giustiniani (1598-1621)
- Tribunali della Curia
  - Penitenziere Maggiore: Pietro Aldobrandini (1602-1605)
  - Prefetto della Segnatura Apostolica: Paolo Emilio Sfondrati (1591-1610)
  - Decani della Rota Romana: Francisco Peña (1604-1612);
- Vicario per la diocesi di Roma: Camillo Borghese (1603-1605)

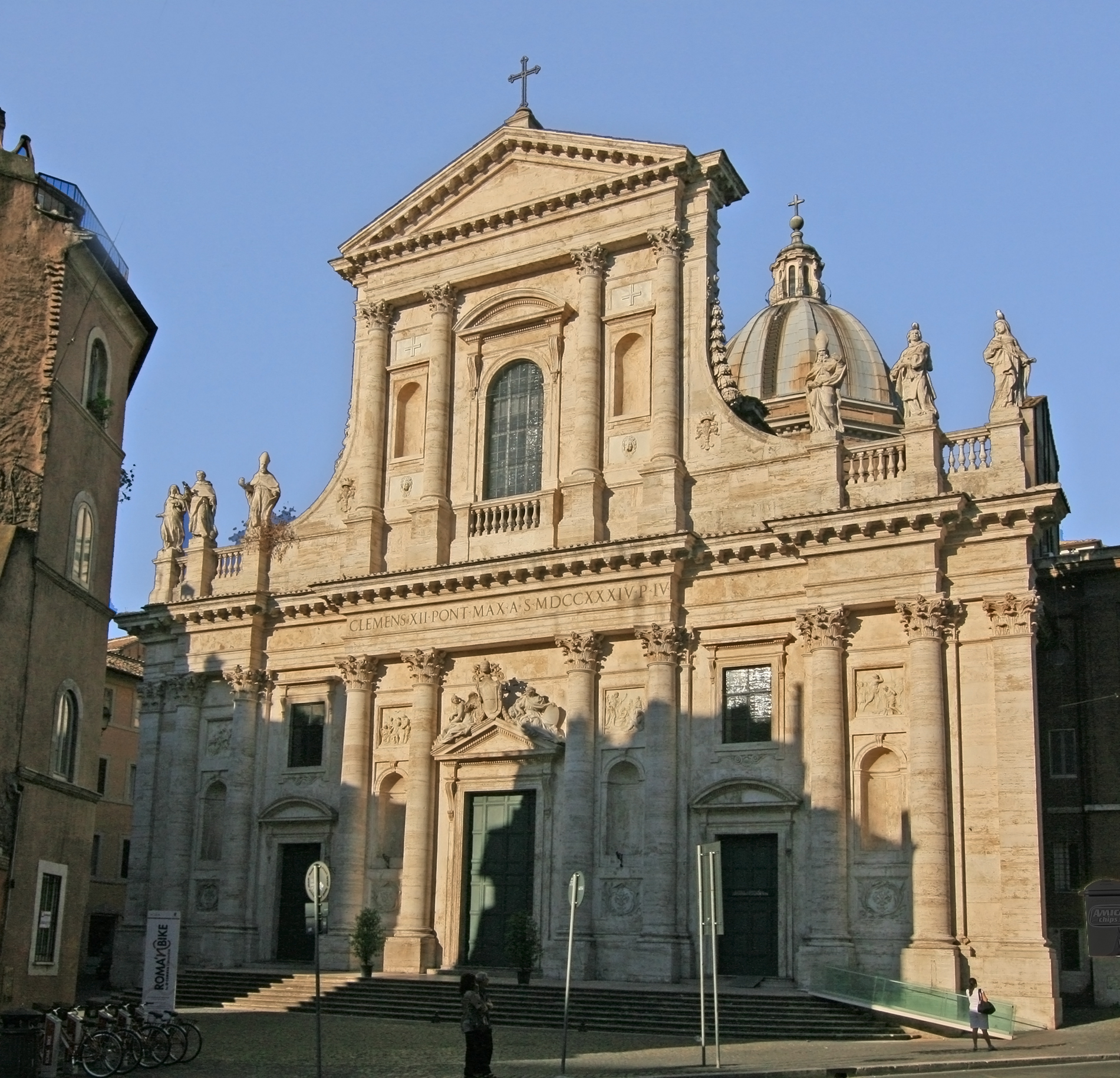
San Giovanni dei Fiorentini

Leone XI fu papa per soli 26 giorni: il suo fu il nono pontificato più breve della storia, l'ultimo a durare meno di un mese. Dopo di lui nessun pontificato è durato meno di 30 giorni.
Il nuovo papa scelse dei fiorentini come collaboratori: segretario di Stato il pronipote Roberto Ubaldini, tesoriere l'abate Luigi Capponi, Segretario dei Brevi ai Principi Pietro Strozzi, a capo della Sacra Consulta Pietro Aldobrandini, penitenziere Cinzio Aldobrandini e datario apostolico il cardinal Pompeo Arrigoni. Tanti favori verso i concittadini, ma nessuno verso i parenti, cui vietò di presenziare alla sua presa di possesso del Laterano il 17 aprile. Rifiutò persino di nominare cardinale il nipote Ottaviano de' Medici che gli era stato raccomandato dai parenti. In conseguenza di questo fatto sostituì il proprio confessore, che caldeggiava la scelta nepotista, con un carmelitano spagnolo.
Il 2 aprile preparò una lettera indirizzata all'imperatore Rodolfo II d'Asburgo con cui esponeva l'intenzione di appoggiare l'armata imperiale in Ungheria contro i Turchi, benché le casse pontificie fossero sguarnite. Una congregazione di cardinali istituita per gli affari ungheresi nove giorni dopo rese ufficiale tale dichiarazione. Il 10 aprile abolì l'imposta che gravava sui cittadini romani per il mantenimento delle truppe pontificie ed emise un'ordinanza per istituire una Congregazione che seguisse le vicende della fabbrica di San Pietro («Congregazione della reverenda fabbrica di San Pietro»).
Nonostante i voti ricevuti in conclave, Leone XI non volle dimostrarsi legato alla Francia: all'ambasciatore spagnolo disse che il suo re poteva contare su di lui come su un vero amico e convocò una Congregazione per riformare i criteri di elezione del pontefice, al fine di sostituire l'elezione per ispirazione con quella a voto segreto. Questa riforma, se compiuta, avrebbe tolto potere all'Aldobrandini, lasciando una maggiore libertà di voto ai molti cardinali che facevano riferimento a lui; inoltre avrebbe rimesso in gioco la fazione spagnola.

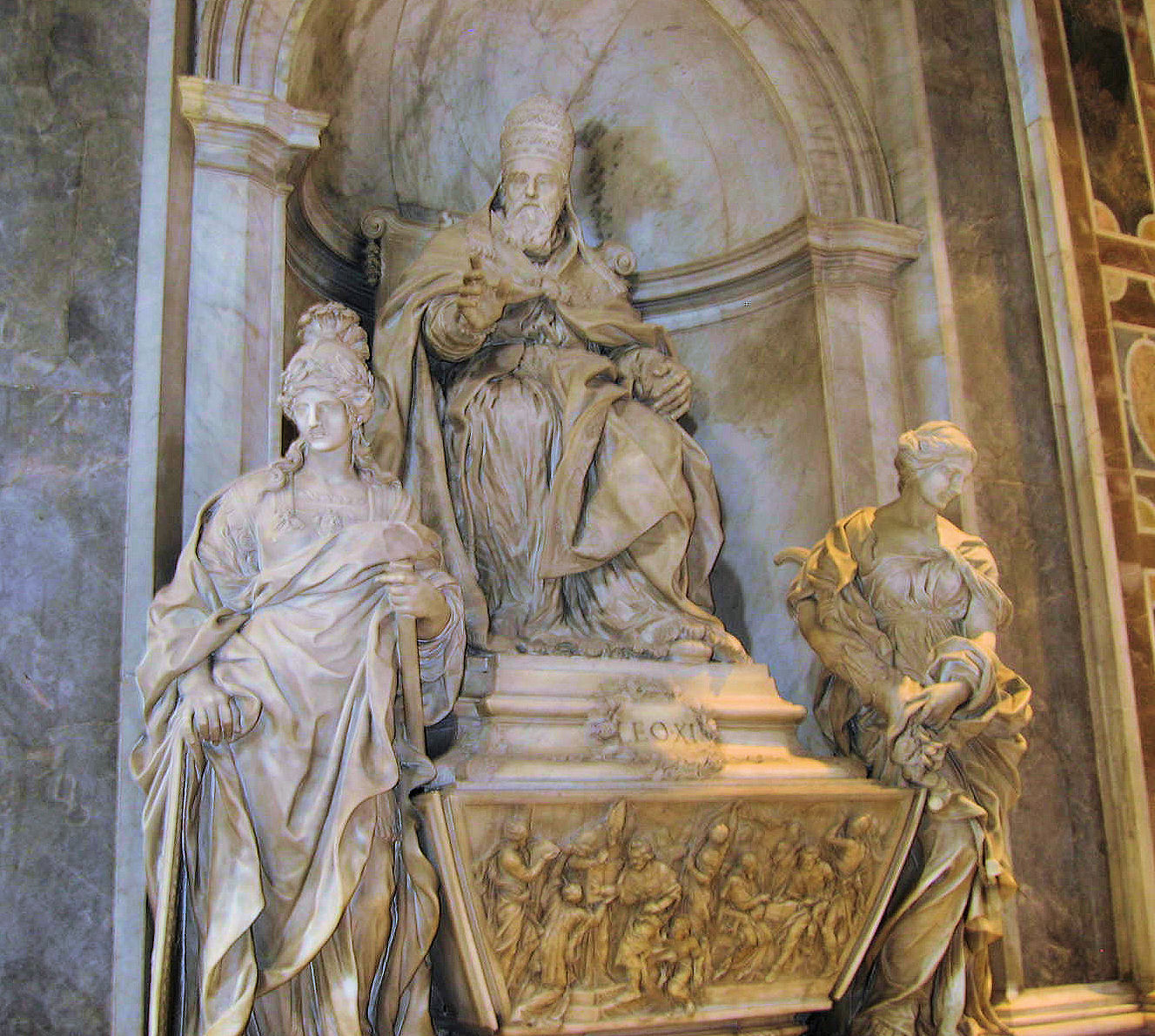
La tomba di Leone XI nella basilica di San Pietro

Il 17 aprile da San Pietro si diresse al Laterano per prendere possesso della Basilica, scortato, tra gli altri, da sessanta nobili romani e quaranta fiorentini: al capo di Ponte Sant'Angelo, nei pressi di San Giovanni dei Fiorentini lo aspettava un arco di trionfo posticcio, progettato e decorato da Pietro Strozzi. Durante la cerimonia prese freddo, si ammalò e non si riprese più. Morì il 27 aprile a Roma.
L'elogio funebre fu tenuto da Pompeo Ugonio: il corpo, sepolto a San Pietro nella navata sinistra, è racchiuso in un sontuoso mausoleo realizzato dallo scultore Alessandro Algardi su commissione del pronipote Roberto Ubaldini (una volta divenuto cardinale sotto papa Paolo V). Alla notizia della sua morte si diffuse un sincero cordoglio sia Roma, sia a Firenze e in Francia, improntato al ricordo della sua modestia e della sua correttezza.

## Beatificazioni e canonizzazioni del pontificato
A causa della brevità del suo pontificato, Leone XI non ha beatificato alcun Servo di Dio e canonizzato alcun beato. 

## Genealogia episcopale e successione apostolica
La genealogia episcopale è:
- Cardinale Juan Pardo de Tavera
- Cardinale Antoine Perrenot de Granvelle
- Cardinale Francisco Pacheco de Villena
- Papa Leone XI

La successione apostolica è:
- Vescovo Guido Serguidi (1574)
- Vescovo Ottavio Abbiosi (1584)
- Arcivescovo Giovanni Francesco Bordini, C.O. (1592)
- Arcivescovo Matteo Sanminiato (1592)
- Cardinale Lucio Sanseverino (1592)
- Cardinale Francesco Maria Tarugi, C.O. (1592)
- Vescovo Ascanio Giacobazio (1595)
- Arcivescovo Antonio d'Aquino (1595)
- Cardinale Ottavio Bandini (1596)
- Cardinale Metello Bichi (1596)
- Arcivescovo Alessandro Marzi Medici (1596)
- Patriarca Bonaventura Secusio, O.F.M.Obs. (1599)
- Vescovo Andrea Sorbolonghi (1600)
- Vescovo Alessandro del Caccia (1600)
- Vescovo Francesco Martinengo, O.F.M. (1600)
- Arcivescovo Paolo Tolosa, C.R. (1601)
- Vescovo Filippo Bardi dei Verni (1604)
- Arcivescovo Vittorio Ragazzoni (1604)

## Ascendenza
|                      |                   |                          | Genitori                                  |  |  | Nonni |  |  | Bisnonni              |  |  | Trisnonni          |  |
|                      |                   |                          |                                           |  |  |       |  |  | Bernadetto de' Medici |  |  | Antonio de' Medici |  |
|                      |                   |                          |                                           |  |  |       |  |  | Bernadetto de' Medici |  |  | Antonio de' Medici |  |
|                      |                   | Cilla de' Bonaccorsi     |                                           |  |  |       |  |  | Bernadetto de' Medici |  |  |                    |  |
| Lorenzo de' Medici   |                   |                          |                                           |  |  |       |  |  | Bernadetto de' Medici |  |  |                    |  |
|                      |                   | Costanza de' Guasconi    | …                                         |  |  |       |  |  |                       |  |  |                    |  |
|                      |                   | Costanza de' Guasconi    | …                                         |  |  |       |  |  |                       |  |  |                    |  |
|                      |                   | Costanza de' Guasconi    | …                                         |  |  |       |  |  |                       |  |  |                    |  |
| Ottaviano de' Medici |                   | Costanza de' Guasconi    |                                           |  |  |       |  |  |                       |  |  |                    |  |
|                      |                   | Tanai de' Nerli          | Francesco Nerli                           |  |  |       |  |  |                       |  |  |                    |  |
|                      |                   | Tanai de' Nerli          | Francesco Nerli                           |  |  |       |  |  |                       |  |  |                    |  |
|                      |                   | Tanai de' Nerli          | Dianora Tornaquinci                       |  |  |       |  |  |                       |  |  |                    |  |
| Caterina de' Nerli   |                   | Tanai de' Nerli          |                                           |  |  |       |  |  |                       |  |  |                    |  |
|                      |                   | Giovanna Capponi         | Neri Capponi                              |  |  |       |  |  |                       |  |  |                    |  |
|                      |                   | Giovanna Capponi         | Neri Capponi                              |  |  |       |  |  |                       |  |  |                    |  |
|                      |                   | Giovanna Capponi         | Selvaggia Sacchetti                       |  |  |       |  |  |                       |  |  |                    |  |
| Papa Leone XI        |                   | Giovanna Capponi         |                                           |  |  |       |  |  |                       |  |  |                    |  |
|                      | Giovanni Salviati | Alemano Salviati         |                                           |  |  |       |  |  |                       |  |  |                    |  |
|                      | Giovanni Salviati | Alemano Salviati         |                                           |  |  |       |  |  |                       |  |  |                    |  |
|                      | Giovanni Salviati | Caterina de' Medici      |                                           |  |  |       |  |  |                       |  |  |                    |  |
| Jacopo Salviati      | Giovanni Salviati |                          |                                           |  |  |       |  |  |                       |  |  |                    |  |
|                      |                   | Elena Gondi Buondelmonti | Simone Gondi                              |  |  |       |  |  |                       |  |  |                    |  |
|                      |                   | Elena Gondi Buondelmonti | Simone Gondi                              |  |  |       |  |  |                       |  |  |                    |  |
|                      |                   | Elena Gondi Buondelmonti | Maria Buondelmonti                        |  |  |       |  |  |                       |  |  |                    |  |
| Francesca Salviati   |                   | Elena Gondi Buondelmonti |                                           |  |  |       |  |  |                       |  |  |                    |  |
|                      |                   | Lorenzo de' Medici       | Piero il Gottoso                          |  |  |       |  |  |                       |  |  |                    |  |
|                      |                   | Lorenzo de' Medici       | Piero il Gottoso                          |  |  |       |  |  |                       |  |  |                    |  |
|                      |                   | Lorenzo de' Medici       | Lucrezia Tornabuoni                       |  |  |       |  |  |                       |  |  |                    |  |
| Lucrezia de' Medici  |                   | Lorenzo de' Medici       |                                           |  |  |       |  |  |                       |  |  |                    |  |
|                      |                   | Clarice Orsini           | Jacopo Orsini, signore di Monterotondo    |  |  |       |  |  |                       |  |  |                    |  |
|                      |                   | Clarice Orsini           | Jacopo Orsini, signore di Monterotondo    |  |  |       |  |  |                       |  |  |                    |  |
|                      |                   | Clarice Orsini           | Maddalena Orsini dei signori di Bracciano |  |  |       |  |  |                       |  |  |                    |  |
|                      |                   | Clarice Orsini           |                                           |  |  |       |  |  |                       |  |  |                    |  |